# Alfabeto (pasta)
L'alfabeto è una pasta di grano duro, di formato corto o minuto, che ha la forma delle lettere.
Questo tipo di pasta, fatto appositamente per i bambini, si utilizza per preparare delle zuppe (zuppe di alfabeto) e altre preparazioni semplici o in brodo.

## Storia

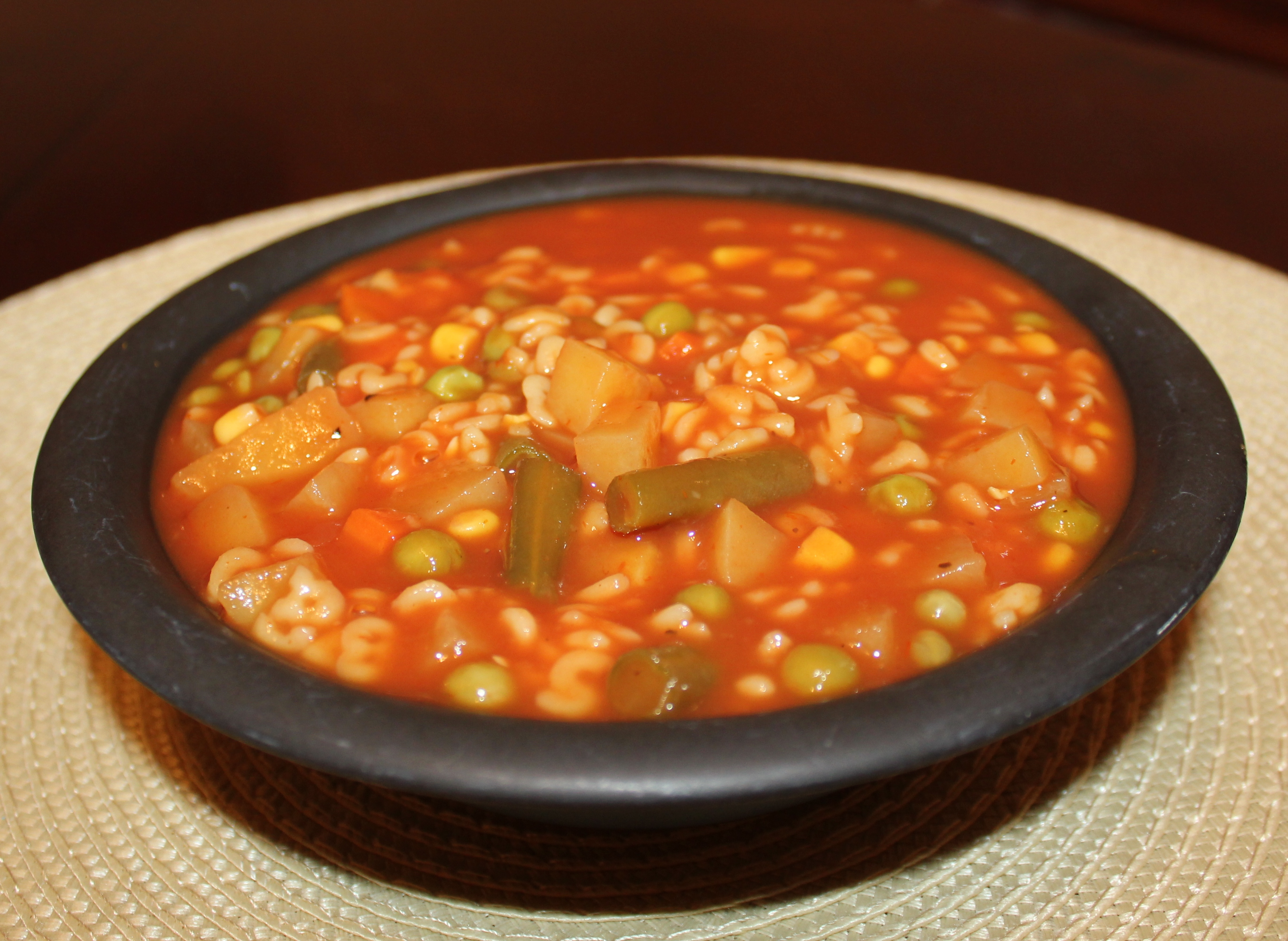
Zuppa di alfabeto

Secondo una teoria presumibilmente falsa, l'alfabeto venne ideato quando, in un pastificio, venne prodotta per errore della pasta a forma di lettera "C". In tale circostanza si decise di produrre altra pasta che ha la guisa di tutte le lettere dell'alfabeto. Secondo quanto teorizza invece Jacob Kennedy in The Geometry of Pasta, è probabile che l'alimento sia stato inventato per soddisfare i più piccoli.
Stando a un articolo del 1867 pubblicato dal giornale di Raleigh (Carolina del Nord) Tri-Weekly Standard, alcuni produttori di zuppe stavano preparando delle zuppe utilizzando della pasta con la forma dell'alfabeto.
A Parigi, nel 1877, i negozianti vendevano «pezzettini di maccheroni per le zuppe che hanno la forma (...) delle lettere dell'alfabeto». Sempre nella capitale francese, venivano preparate «deliziose zuppe con maccheroni o vermicelli». Il ricettario Chicago Herald Cooking School del 1883 riporta la ricetta di una zuppa che ha tra gli ingredienti delle «paste fatte della stessa sostanza dei maccheroni che hanno la forma delle lettere». Nel 1908, mentre si trovava a Le Mans, in Francia, Wilbur dei fratelli Wright consumò una zuppa di alfabeto.
Nel corso del Novecento, diverse grandi aziende come la Knorr, la Campbell's e la Heinz iniziarono a vendere le loro zuppe con l'alfabeto.

## Nella cultura
Il lemma inglese alphabet soup (lett. "zuppa di alfabeto") viene usato per indicare un utilizzo eccessivo di abbreviazioni e acronimi. La storica Janet Clarkson asserì che il primo utilizzo scritto da lei trovato della metafora «è una citazione del 1883 di John Ames Mitchell, il fondatore della rivista Life, in cui spiega a suo figlio le basi del business».